# Lutz Hellmuth
Lutz Hellmuth (* 1943 in Erfurt) ist ein deutscher Bildhauer.

## Leben
Hellmuth absolvierte eine Lehre als Dekorateur und arbeitete in seinem Beruf. Von 1964 bis 1969 studierte er bei Walter Arnold, Hans Steger, Herbert Naumann und Gerd Jaeger an der Hochschule für Bildende Künste Dresden Bildhauerei. Seit dem Diplom bei Arnold arbeitet er in Erfurt als freischaffender Bildhauer. Er war von 1970 bis 1990 Mitglied des Verbands Bildender Künstler der DDR und dort von 1983 bis 1990 Mitglied der Zentralen Sektionsleitung Plastik beim Zentralverband und Vorsitzender des Bezirksverbands Erfurt.
Hellmuth hatte in der Zeit der DDR 1978, 1980 und 1986 Einzelausstellungen in Erfurt und 1987 in Hanoi und war an einer bedeutende Zahl von Gruppenausstellungen beteiligt, u. a. von 1977 bis 1988 an der VIII. bis X. Kunstausstellung der DDR in Dresden. Er beteiligte sich 1978, 1980 und 1981 am Bildhauersymposium im Steinbruch Oberdorla, 1983 am Internationalen Bildhauersymposium in Burgas und am Bildhauersymposium des Bezirks Gera in Gernewitz sowie 1985 in Binz am 1. Bildhauer-Pleinair der Ostseeländer mit dem Motto „Mensch und Meer“.
Von 1993 bis 1998 hatte Hellmuth einen Lehrauftrag für plastisches Gestalten an der Bauhaus-Universität Weimar. Seine Bekanntheit ist nicht nur regional, sondern auch über Deutschlands Grenzen hinaus wahrzunehmen. Er hinterließ zudem bei so manchem Bildhauer seine Anregungen, so bei Manfred Pluskwa.
Diverse Ankäufe für öffentliche Räume oder Plätze gab es u. a. für Berlin, Erfurt, Jena, Nordhausen und Thessaloniki. 2008/2009 war Hellmuth Kurator der Skulpturenausstellung – Zeitfiguren-Figurenzeiten im ega-Park Erfurt.
In zahlreichen Parkanlagen ist Hellmuth mit seinen Werken in der Öffentlichkeit präsent. Säulen und Stelen und weibliche Figuren sind immer wieder Themen in Hellmuths Schaffen.
So wurde über ihn geschrieben: Bei der kritisch-analytischen Betrachtung seiner Plastiken und Skulpturen ist vor allem die ausgeprägte Formensprache und -vielfalt bemerkenswert. So richtet Lutz Hellmuth seine Arbeiten an den Säulen seit jeher an der menschlichen Figur aus, die in Verwandlung zu Baukörpern werden, zu Säulen als Stützen. Dennoch sind sie vergleichbar mit menschlichen Proportionen. Weiter heißt es: Immer wieder aufs Neue gelingt es ihm, mit seiner Kraft und Beständigkeit im Ausloten plastischer Möglichkeiten durch überzeugende Ergebnisse zu überraschen. So wie Johann Sebastian Bach den Kontrapunkt suchte, so suchte Hellmuth ihn in seiner Formgebung. Wie kam Hellmuth auf Säulen? Er sagte dazu: Ich bin die Säule meines eigenen Lebens, denn wenn ich mein Leben nicht mehr stützen kann, dann bricht es zusammen.
Auch in Weimar ist Hellmuth vertreten. Im Neubaugebiet am Dichterweg wurde 1982 das von Hellmuth und Dietmar Lenz geschaffene Bildmal Hommage à Fürnberg aufgestellt.

Werke von Lutz Hellmuth in der Öffentlichkeit (Auswahl)
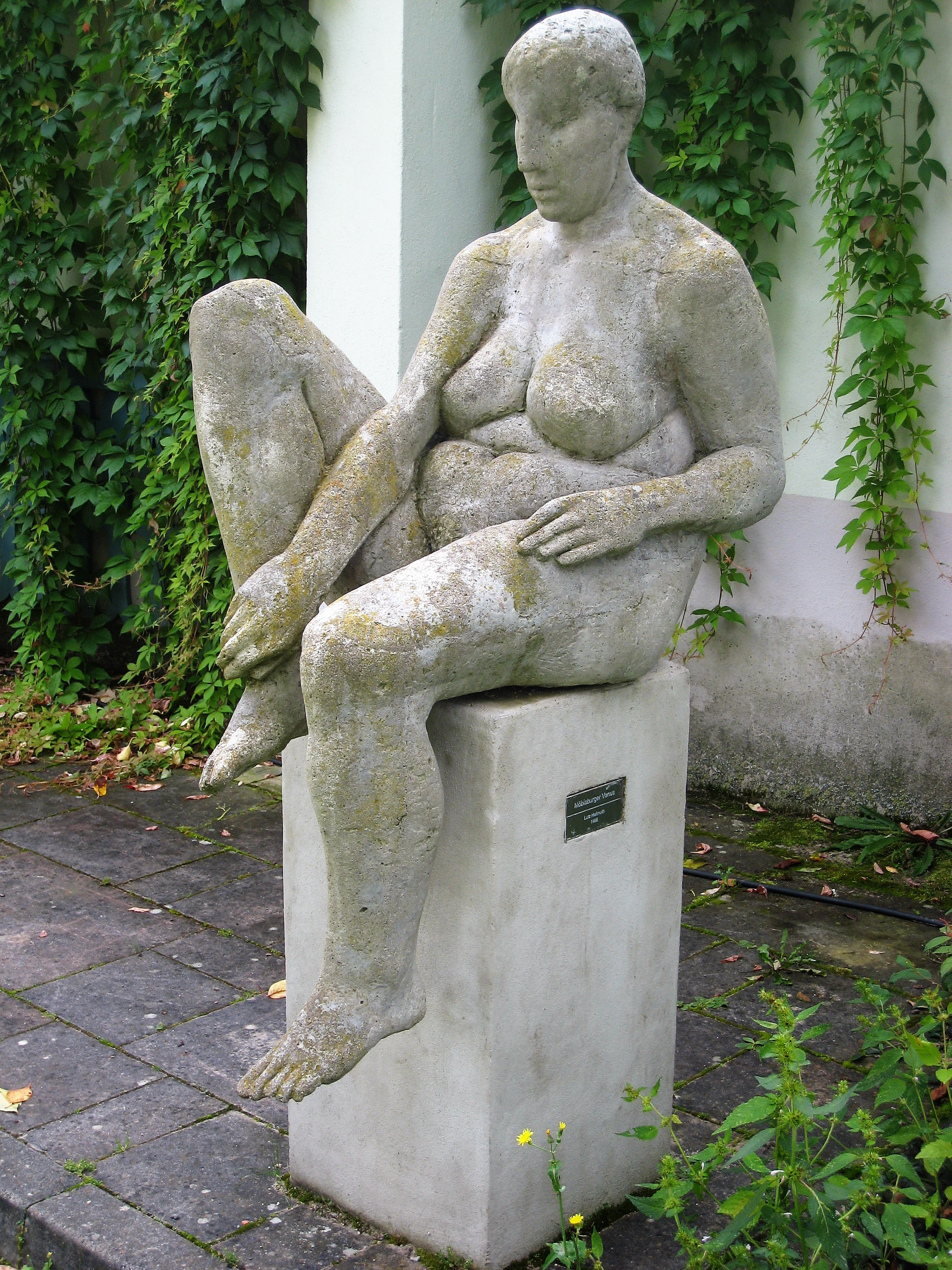
Möbisburger Venus 1986
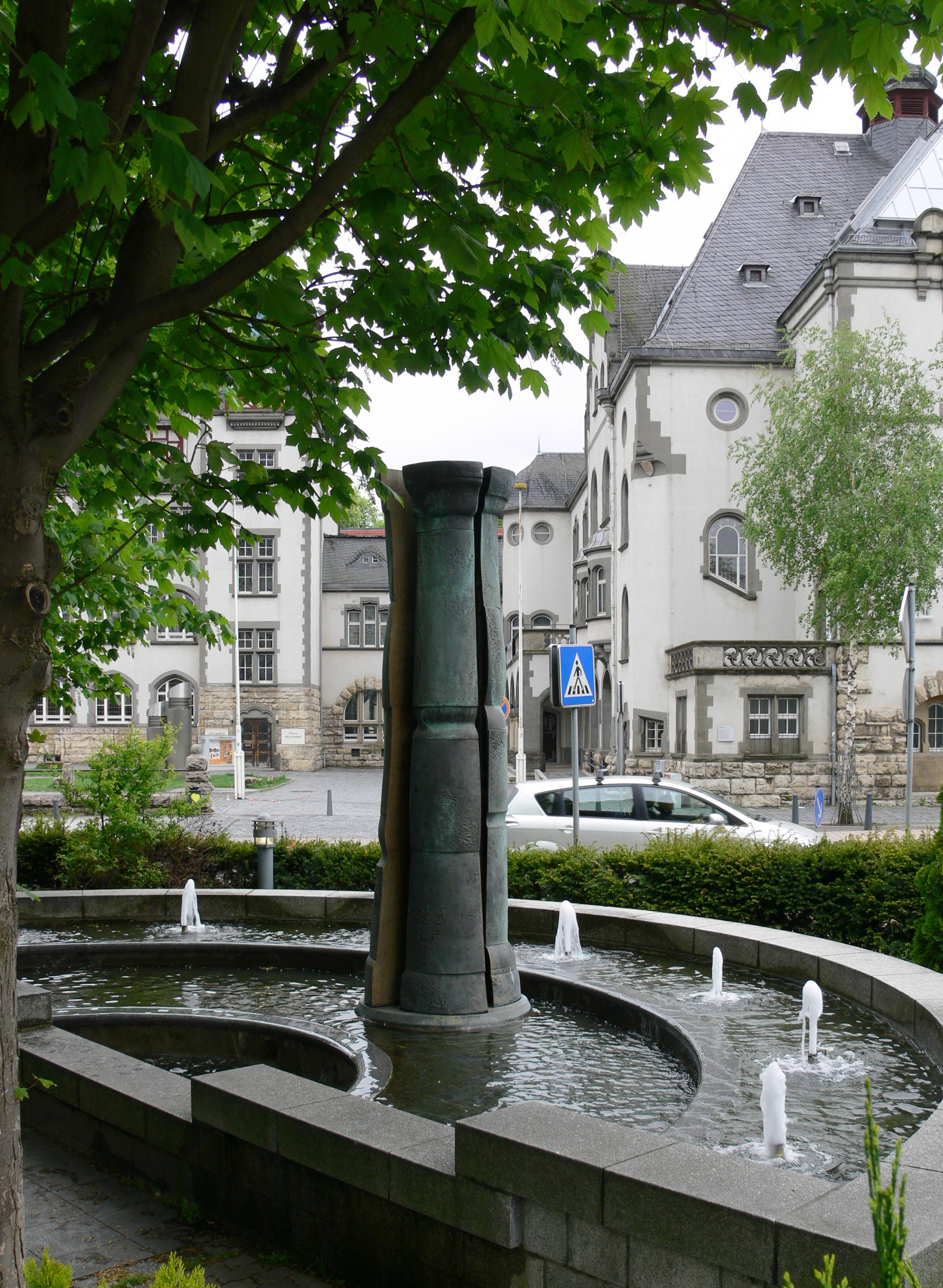
Brunnen mit Säule Vier Himmelsrichtungen in Jena, 1996
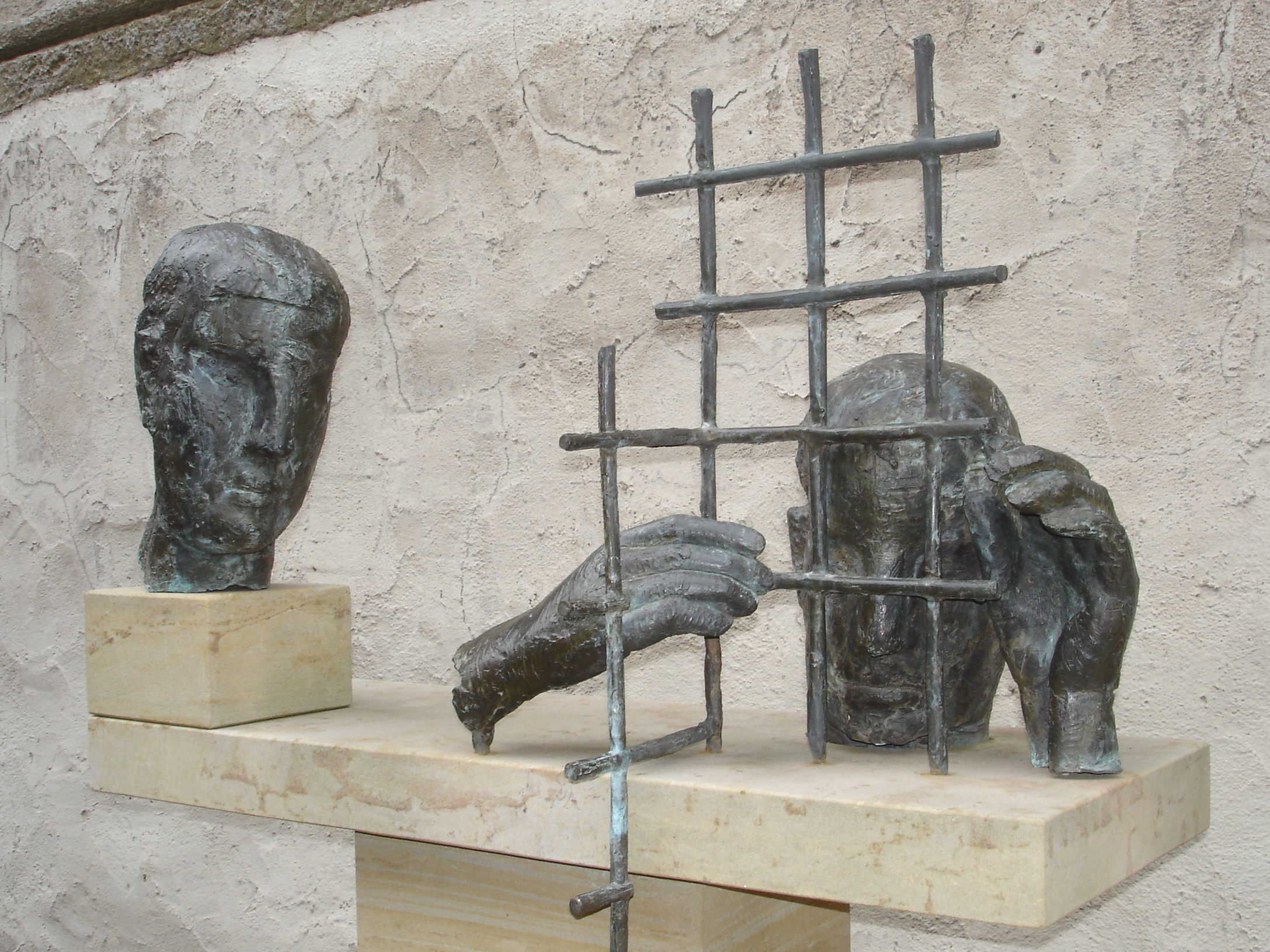
Die Gefangenen trösten, Eisenach, Teil einer siebenteiligen Reihe zum 800. Geburtstag der Heiligen Elisabeth von Thüringen 2007
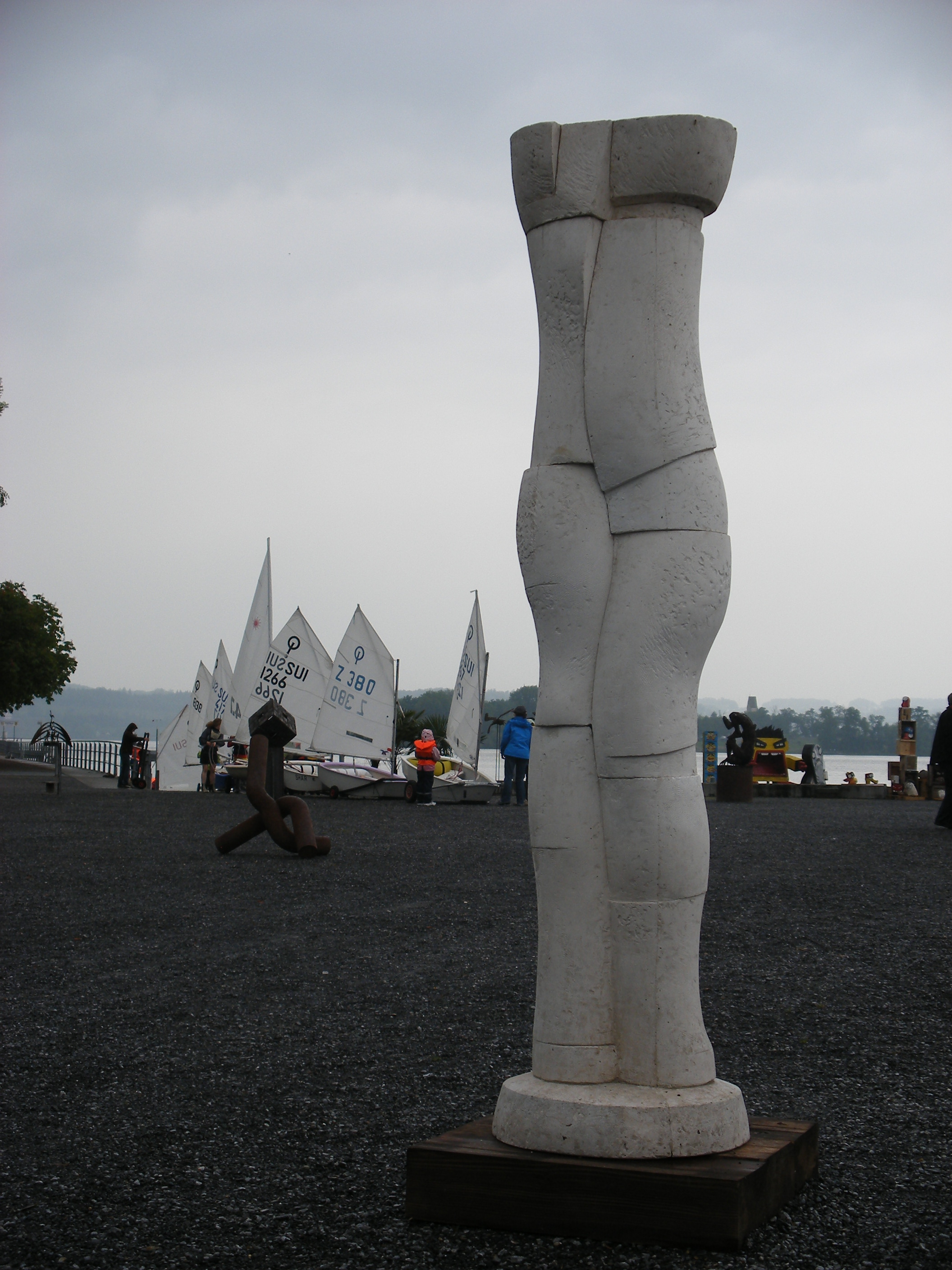
Säulenfigur Säulenfigur, Finanzfachschule Gotha (Beton, 1997); hier ausgestellt in Zürich (2010)
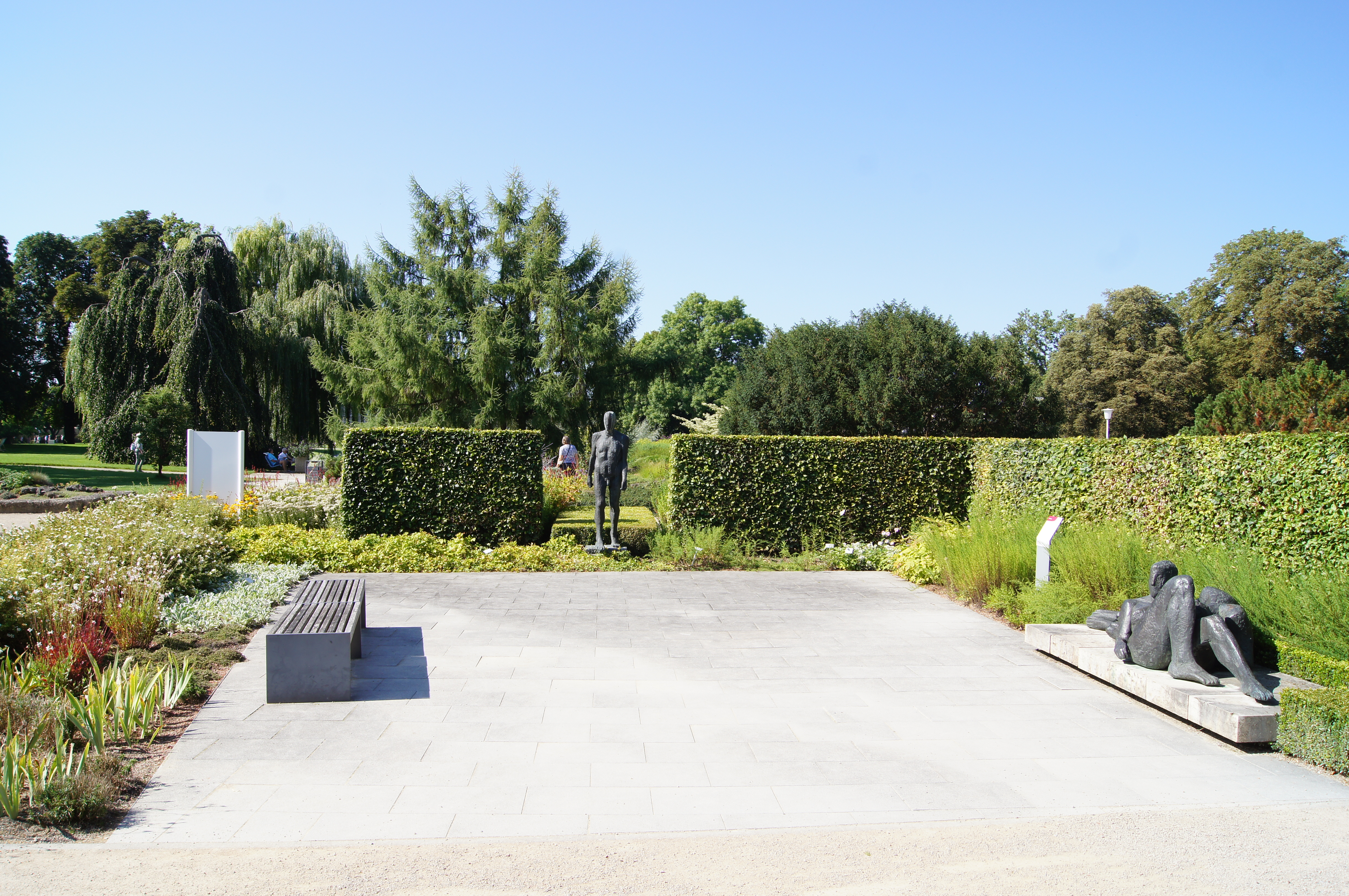
Bundesgartenschau 2021 egapark, Befreiung – Räume durchschreitend (2021)
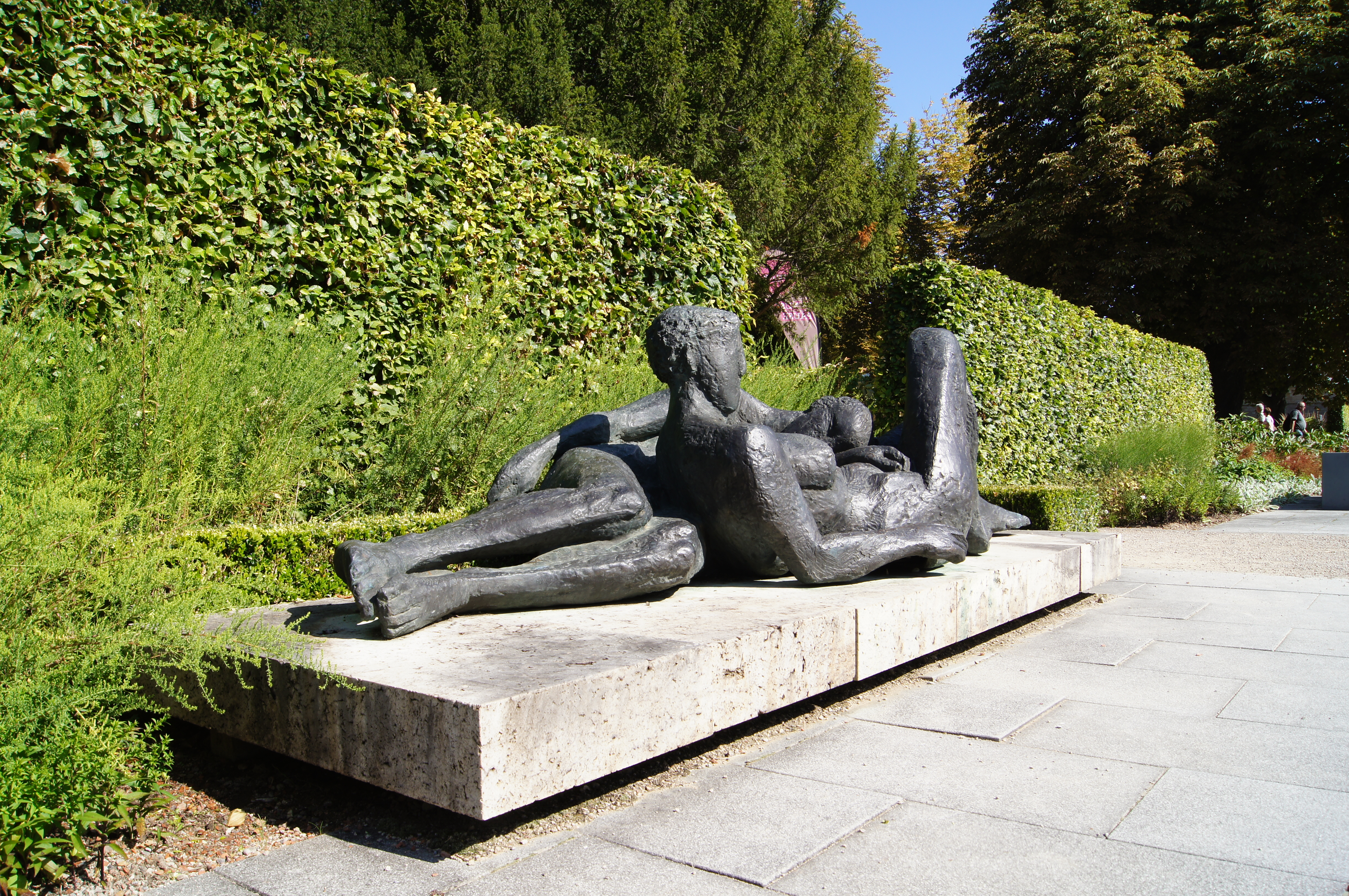
Bundesgartenschau 2021 egapark, Befreiung 2 – Verweilend (1986)
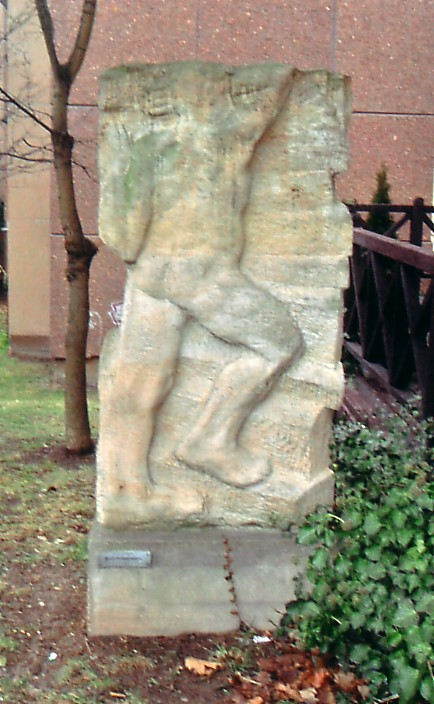
Aufsteigender, Gera (1983)
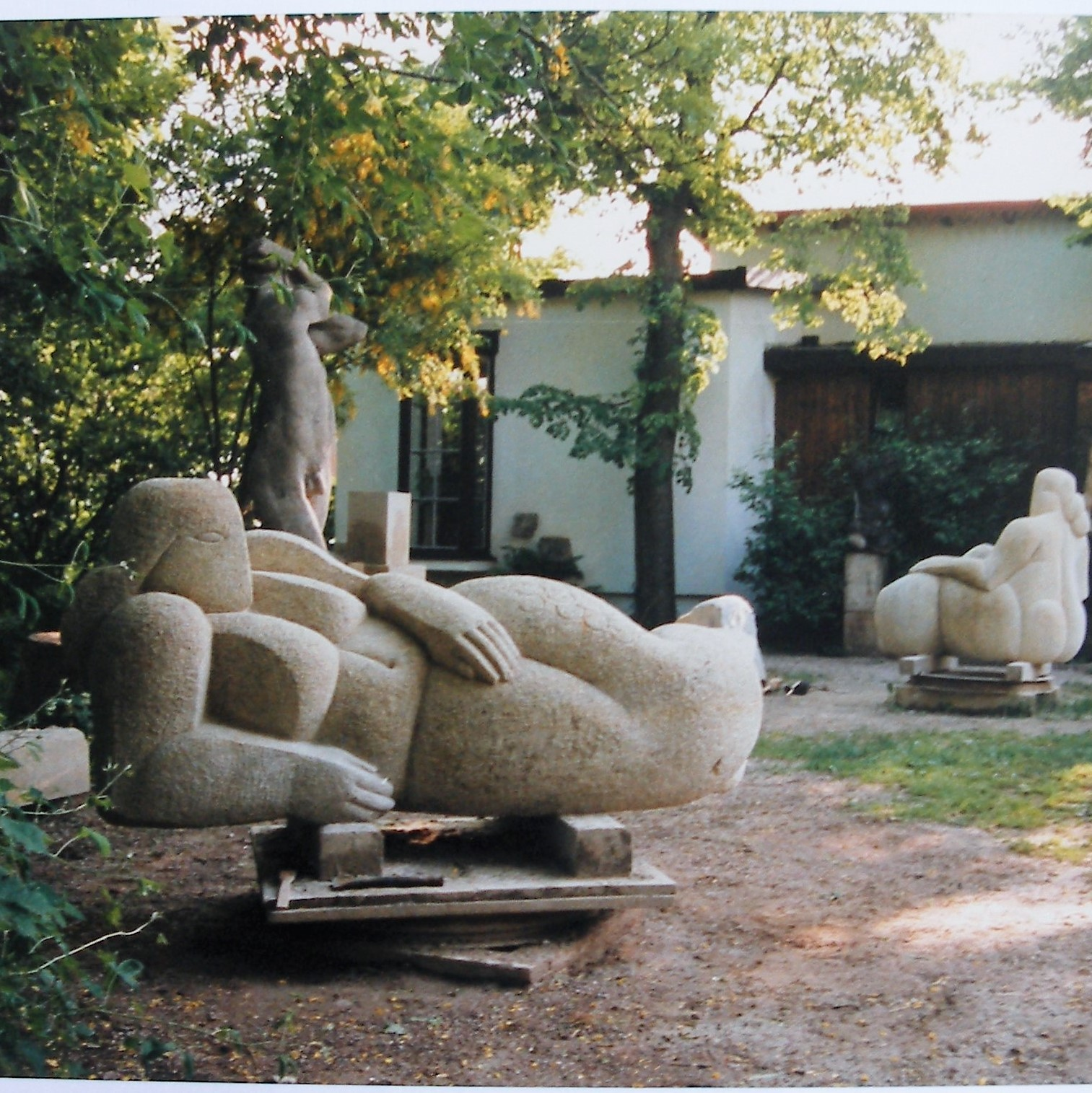
Nixe (Sandstein), (1994)
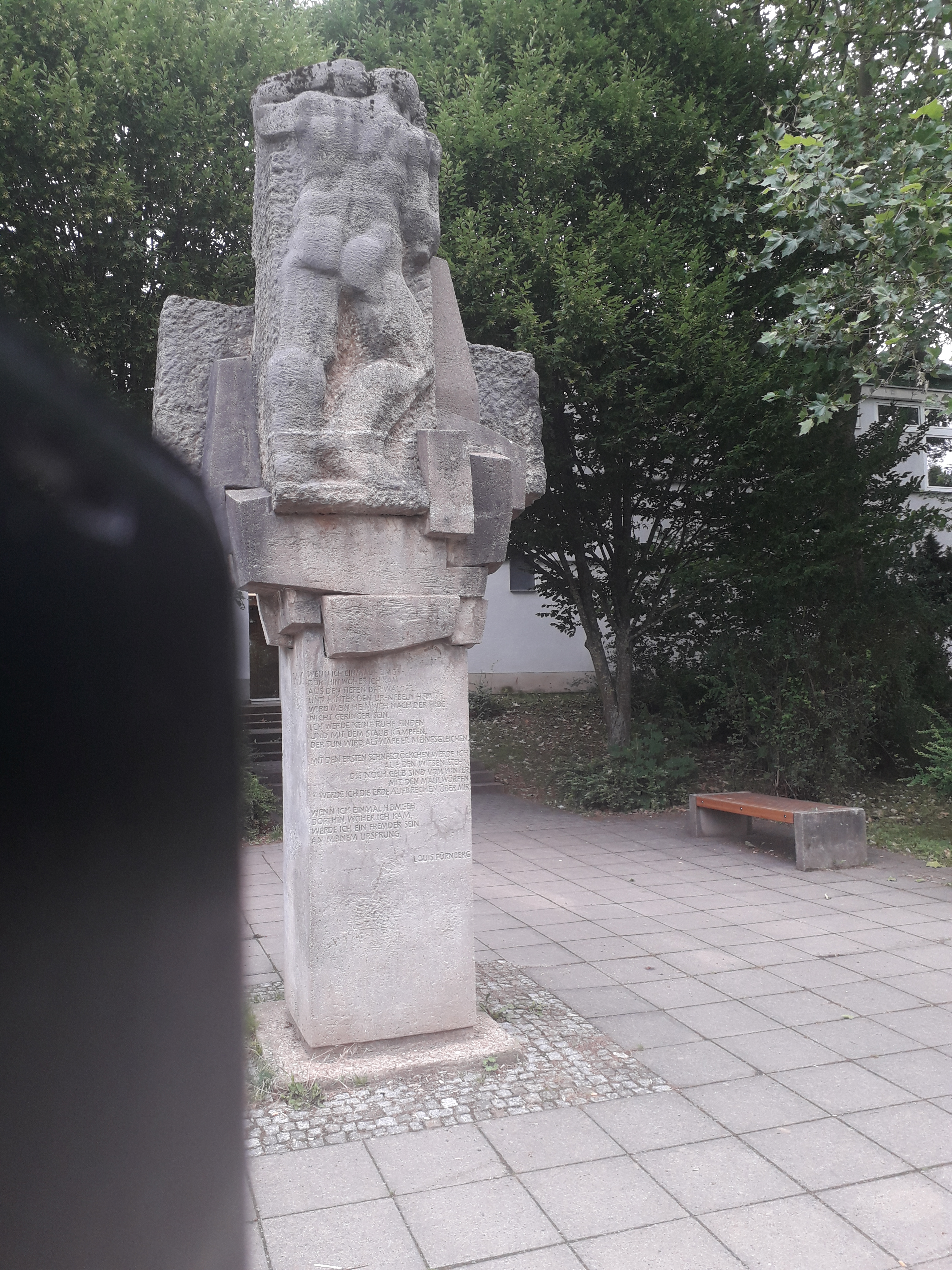
„Hommage à Fürnberg“ von Lutz Hellmuth und Dietmar Lenz (1982)